# Сатийё
Сатийё (фр. Satillieu, окс. Satilhau) — коммуна во Франции, находится в регионе Рона — Альпы. Департамент коммуны — Ардеш. Административный центр кантона Сатийё. Округ коммуны — Турнон-сюр-Рон.
Код INSEE коммуны — 07309.

## История
Сатийё был резиденцией графов Турнон, правивших областью в 1382—1644 годах. Сатийё пострадала от религиозных войн, а замок графов был осаждён в 1568 году.
В XX веке, и особенно после Первой мировой войны, интенсивное производство шёлка сделало Сатийё богатым городом. Производство шёлка до сих пор остаётся одной из главных отраслей экономики Сатийё.

## Население
Население коммуны на 2008 год составляло 1611 человек.
| 1962 | 1968 | 1975 | 1982 | 1990 | 1999 | 2008 |
| ---- | ---- | ---- | ---- | ---- | ---- | ---- |
| 1925 | 1998 | 1972 | 1854 | 1818 | 1592 | 1611 |

## Экономика
В 2007 году среди 909 человек в трудоспособном возрасте (15—64 лет) 631 были экономически активными, 278 — неактивными (показатель активности — 69,4 %, в 1999 году было 68,7 %). Из 631 активных работали 564 человека (307 мужчин и 257 женщин), безработных было 67 (29 мужчин и 38 женщин). Среди 278 неактивных 70 человек были учениками или студентами, 120 — пенсионерами, 88 были неактивными по другим причинам.